# استان والنسیا
۱
والنسیا (به اسپانیایی: Valencia) استانی در شرق اسپانیا، در مرکز بخش خودمختار والنسیا است.

## جغرافیا
این استان هم‌مرز با استان‌های آلیکانته، آلباسته، کوئنکا، تروئل، کاستلیون و دریای مدیترانه است.
مرکز استان شهر والنسیا است. 
جمعیت این استان ۲٬۲۶۷٬۵۰۳ نفر است (۲۰۰۲) که از این میان یک سوم در شهر والنسیا ساکن هستند. 
مساحت استان ۷٬۲۷۸ کیلومتر مربع است و ۲۶۵ دهستان دارد.

## جستارهای وابسته

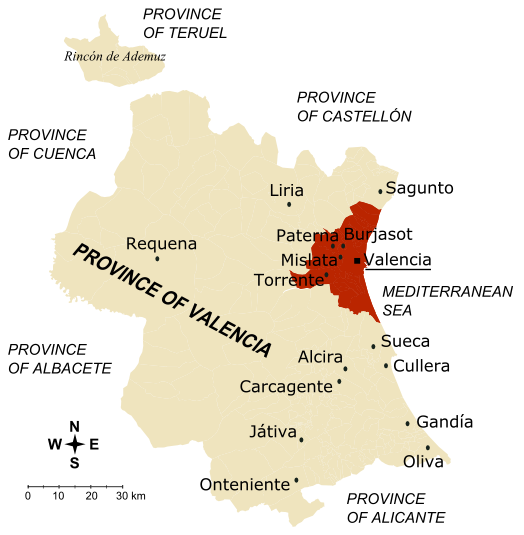